# 天爐座κ
天爐座κ，又名CD-24 1038，HD 14802、SAO 167736、HR 695，是天爐座的一颗恒星，视星等为5.2，位于銀經208.85，銀緯-69.21，其B1900.0坐标为赤經2h 17m 58s，赤緯-24° -69.21′ 14″。